# Бустидуи, Жозеф
Жозеф Бустидуи (фр. Joseph Bustidui, греч. Ιωσήφ Μπουστίντουι; 30 апреля 1882, Сан-Себастьян — 1964, Афины) — греческий скрипач, дирижёр и музыкальный педагог испанского происхождения.

## Биография
Окончил музыкальную академию в Сан-Себастьяне, затем учился в Брюссельской консерватории у Сезара Томсона. Окончив её в 1902 году с золотой медалью, концертировал в Бельгии, Австрии и Испании, некоторое время изучал композицию в Мадриде у Эмилио Серрано. После 1904 года жил и работал в Греции, в 1947 г. получил греческое гражданство. Сперва по рекомендации Томсона в течение года преподавал в Афинской консерватории, затем в Пирейской консерватории. Играл вторую скрипку в струнном квартете Армана Марсика и первую скрипку в собственном квартете, где второй скрипкой была его ученица и жена Елена Георгантопуло. В 1904—1921 гг. играл первую скрипку в оркестре Афинской консерватории, с 1922 года был одним из его штатных дирижёров. В 1928—1930 гг. работал с оркестром своего родного города Сан-Себастьяна. В 1930—1945 гг. директор консерватории в Патрах, затем её почётный директор.
Среди учеников Бустидуи — многие ведущие греческие музыканты, в том числе Никос Скалкотас, Фридерикос Болонинис, Вирон Коласис, Димитрис Аграфиотис, Димитрис Хорафас, Яннис Маркопулос.
Дочь Бустидуи Юлия Ятриди в течение 15 лет под руководством отца преподавала скрипку в Пирейской консерватории, но затем всё же выбрала литературную карьеру. Вторая дочь, Мария Поп (греч. Μαρία Πωπ; 1912—2009), стала художницей и начиная с 1959 года выставляла свою живопись в Греции и других европейских странах.